# Macarena (chanson de Damso)
Pour les articles homonymes, voir Macarena (chanson de Los del Río).
Singles de Damso
Α. Nwaar Is The New Black
(2017) Mobali (de Siboy featuring Damso & Benash)
(2017)
Pistes de Ipséité
Η. Gova
(7) I. Peur d'être père (featuring Youri)
(9)
Macarena ou Θ. Macarena est une chanson du rappeur belge Damso extraite du deuxième album studio, intitulé Ipséité. Le titre est sorti en tant que troisième single de l'album le 19 mai 2017.
Le single connut un énorme succès à sa sortie et est certifié single de diamant en France.
La vidéo de Macarena, publiée sur YouTube le 6 juillet 2017, est aujourd'hui le clip le plus visionné de l'histoire du rap belge avec plus de 172 millions de vues.[réf. nécessaire].
Le clip a été tourné au large de Marseille, des Îles du Frioul et des Calanques.
En mai 2022 , le clip redevient tendance pour se propulser à la 42eme place sur Spotify 5 ans après sa sortie.

## Classements

### Classements hebdomadaires
| Classements                             | Meilleure position |
| --------------------------------------- | ------------------ |
| France (SNEP)                           | 2                  |
| Belgique (Wallonie Ultratop 50 Singles) | 5                  |
| Belgique (Flandre Ultratop 50 Singles)  | 23                 |
| Suisse (Schweizer Hitparade)            | 45                 |

### Classements annuels
| Classement (2017)            | Position |
| ---------------------------- | -------- |
| France (SNEP)                | 4        |
| Belgique (Wallonie Ultratop) | 32       |
| Classement (2018)            | Position |
| France (SNEP)                | 79       |

## Certifications et ventes
| Région                                                                                                 | Certification | Ventes/Streams                  |
| --- | ------------- | ------------------------------- |
| France (SNEP)                                                                                          | Diamant       | 35 000 000 d'équivalent streams |
| Belgique (BEA)                                                                                         | Or            | 15 000 d'équivalent streams     |
| *Ventes selon la certification ^Mise en rayon selon la certification xNon précisé par la certification |               |                                 |